# Vlag van Avereest

Vlag van Avereest (1962-2000)

De vlag van Avereest werd op 21 maart 1962 door de gemeenteraad vastgesteld, op 30 maart 1962 werd de vlag ingeschreven in het vlaggenregister van de Hoge Raad van Adel als de gemeentelijke vlag van de Overijsselse gemeente Avereest. De vlag is een ontwerp van G.A. Bontekoe. Op 29 juni 2000 werd de gemeente opgeheven en ging op in Hardenberg. Hierdoor kwam de gemeentevlag te vervallen.

## Beschrijvingen
De beschrijving volgens Bontekoe luidt: 
"Een vlag waarbij de lengte en de hoogte zich onderling verhouden als drie staat tot twee, met een geel veld en vanaf de broekzijde, dat is de bovenzijde, een zwarte driehoek; vervolgens vanuit de zwarte punt drie gelijke banen in de kleuren wit-rood-blauw.
De beschrijving volgens Sierksma luidt: 
"Drie banen waarvan de eerste en derde geel zijn, en de middelste andermaal is verdeeld in drie evenhoge banen van wit, rood en blauw, in een totale verhouding van 7:2:7, met een zwarte broekdriehoek reikend tot 1/3 van de hoogte van de vlag.

## Symboliek
Het geel staat symbool voor de welvaart, het zwart voor het veen. De kleuren wit, rood en blauw zijn de familiekleuren van Van Dedem. De smalle strook staat symbool voor de "smalle en soms eenzame weg die baron Willem Jan van Dedem heeft moeten gaan tijdens zijn leven". Sierksma beschreef daarentegen over een "moeizaam langs eenzame wegen afgelegde strijd". De baron heeft de aanzet gegeven om het veenmoeras te ontginnen, waaruit het welvarende Avereest is ontstaan.

## Verwante symbolen

Wapen van Avereest
Van Dedem

Ambt Delden 
· Avereest 
· Bathmen 
· Blokzijl 
· Brederwiede 
· Den Ham 
· Denekamp 
· Diepenheim 
· Diepenveen 
· Genemuiden 
· Goor 
· Gramsbergen 
· Hasselt 
· Heino 
· Holten 
· IJsselham 
· IJsselmuiden 
· Markelo 
· Nieuwleusen 
· Noordoostpolder 
· Olst 
· Ootmarsum 
· Rijssen 
· Stad Delden 
· Steenwijk 
· Steenwijkerwold 
· Urk 
· Vollenhove 
· Vriezenveen 
· Wanneperveen 
· Weerselo
· Wijhe 
· Zwartsluis 
· Zwollerkerspel